# میخاییل بن-آری
میخاییل بن-آری (عبری: מיכאל בן ארי‎؛ زادهٔ ۱۲ اکتبر ۱۹۶۳) یک سیاست‌مدار، و تاریخ‌نگار اهل اسرائیل است. او از والدینی ایرانی-افغانی به‌دنیا آمده‌است.